# جوسي باباي
جوسي باباي (مواليد 22 سبتمبر 1981) هو مغني مجري، مثل المجر في مسابقة الأغنية الأوروبية 2017 وحصل على المركز الثامن.

## مشاركته في مسابقة الأغنية الأوروبية 2017
شارك جوسي باباي كممثل للمجر في مسابقة الأغنية الأوروبية 2017 بأغنية "أوريجو" التي كتبها وألحانها بنفسه. حصل باباي على المركز الثامن في المسابقة.

## روابط خارجية
- جوسي باباي على موقع IMDb (الإنجليزية)
- جوسي باباي على موقع ميوزك برينز (الإنجليزية)
- جوسي باباي على موقع ديسكوغز (الإنجليزية)